# Guadalajara de Buga
Guadalajara de Buga, spesso semplicemente Buga, è un comune della Colombia del dipartimento di Valle del Cauca. 
L'abitato venne fondato da Giraldo Gil de Estupiñán nel 1573.

## Note

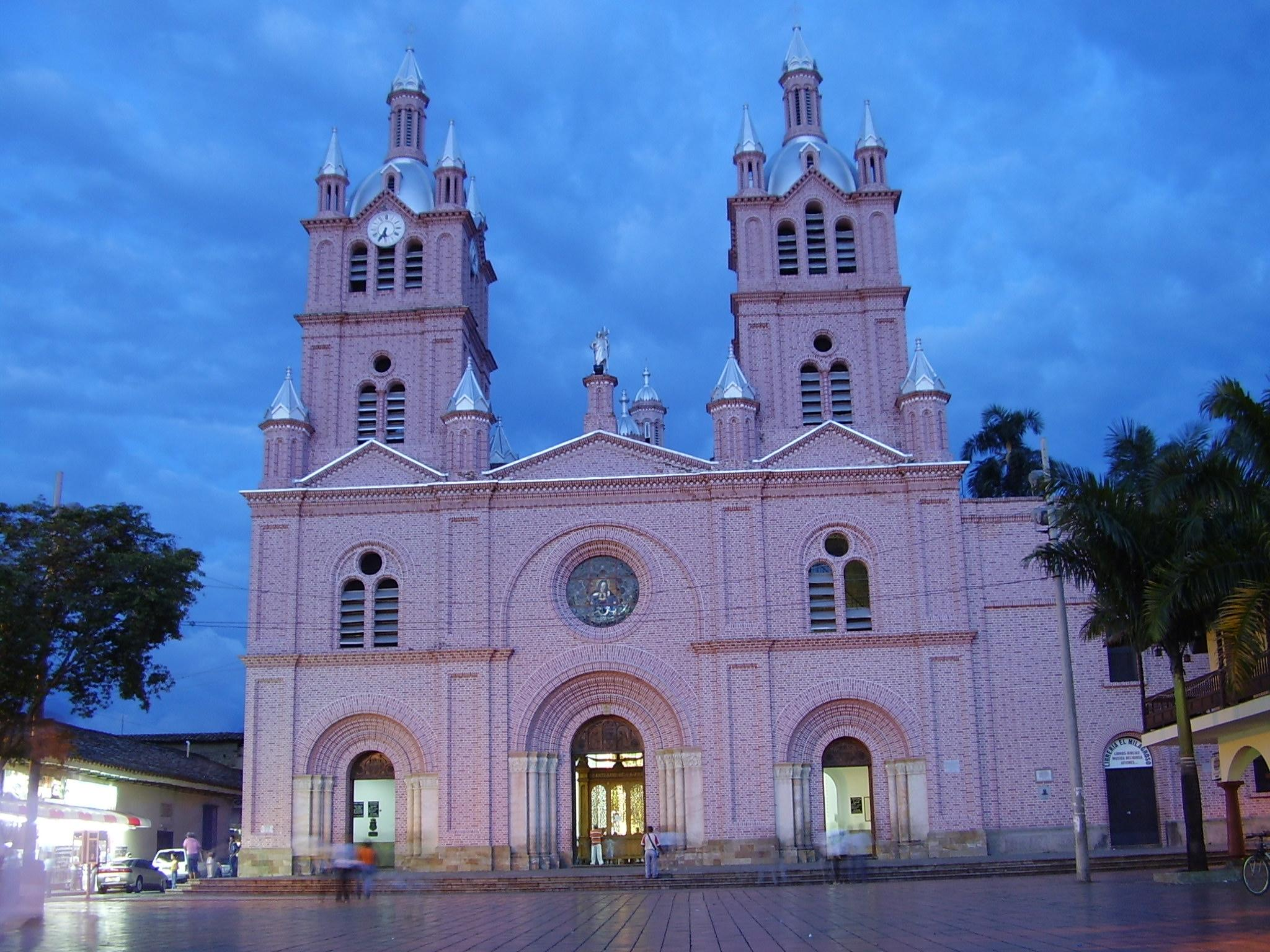
Basilica Menor del Señor de los Milagros.